# Hakenrüssler

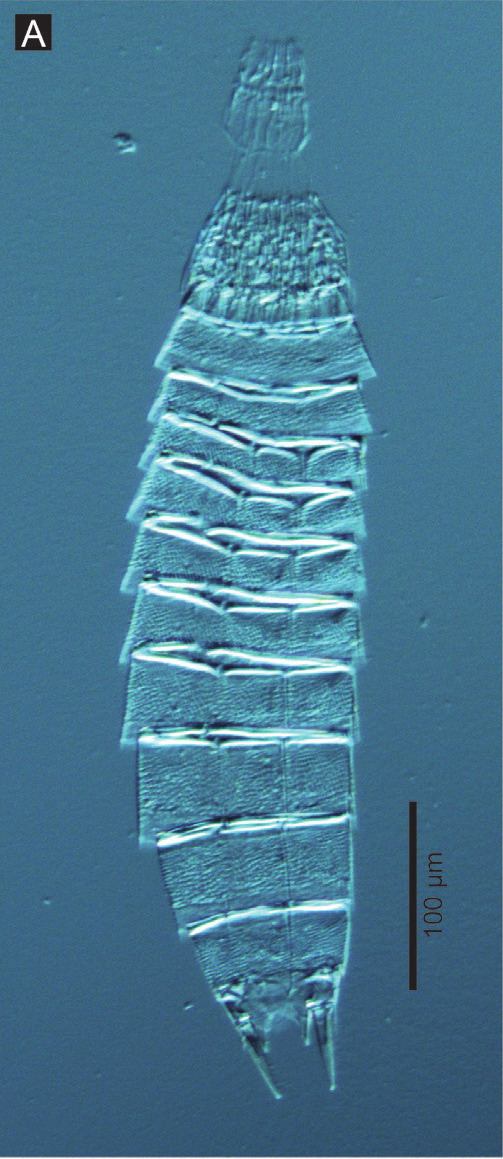
Cyclorhagida: Echinoderes hwiizaa

Die Hakenrüssler (Kinorhyncha) bilden einen Tierstamm wurmartiger Organismen innerhalb der Häutungstiere (Ecdysozoa). Ihre nächsten stammesgeschichtlichen Verwandten sind wahrscheinlich die Priapswürmer (Priapulida) und Korsetttierchen (Loricifera), mit denen sie in einem Taxon Scalidophora zusammengefasst werden. Hakenrüssler wurden 1841 erstmals an der französischen Kanalküste klassifiziert und erhielten 1887 durch den Zoologen Wladimir Reinhard ihren heutigen wissenschaftlichen Namen. Sie sind bis heute eine eher obskure Gruppe geblieben und weitgehend unerforscht; nur ein Gen einer einzigen Art wurde bisher sequenziert.

## Aufbau
Die wurmförmigen Tiere sind fast immer zwischen 200 Mikrometern und einem Millimeter groß, häufig von gelblich-brauner Farbe und bauchseitig abgeflacht. Ihr Körper hat einen dreieckigen bis kreisförmigen Querschnitt und besteht aus drei Teilen: dem Kopf oder Introvert, dem Hals und dem Rumpf. Letzterer ist in genau elf Ringsegmente, die so genannten Zonite gegliedert; die Segmentierung bezieht sich hier nicht nur auf die Außenhaut, die Cuticula, sondern auch auf Muskulatur, Drüsen und Nervensystem. Früher wurden auch Hals und Kopf als eigenständige Segmente angesehen, diese Einschätzung ist aber heute umstritten.

### Äußere Form
Der Kopf ist von ungefähr fünfzig bis neunzig Haken oder Stacheln besetzt, die sich in maximal sieben konzentrischen Ringen anordnen und von denen sich der deutsche Name herleitet. Er kann in den darauffolgenden Hals und das erste Rumpfsegment eingezogen werden. Auf Ersterem befinden sich keine Stacheln, sondern stattdessen bis zu sechzehn von der Außenhaut gebildete verhärtete Platten, die Placiden, die sich über dem eingezogenen Introvert schließen. Die Rumpfsegmente sind oft von weiteren Stacheln und feinen Härchen bedeckt, insbesondere das letzte Segment weist oft seitlich angeordnete und nach hinten weisende Endstacheln auf. Auf dem zweiten Segment finden sich manchmal feine Röhrchen, die vermutlich der Anheftung an ein Substrat dienen.

### Haut, Muskulatur und Körperhöhle
Die Haut besteht aus einer chitinhaltigen, nicht-zelligen und unbegeißelten Außenschicht, der Cuticula, und einer darunter liegenden einlagigen Zellschicht, der Epidermis.
Die Cuticula setzt sich ihrerseits aus einer äußeren dünnen Epicuticula, einer harten Mittelschicht, der Intracuticula, und einer innen liegenden, faserigen Procuticula zusammen. Je Segment sind in ihr rückseitig (dorsal) eine und bauchseitig (ventral) ein bis zwei verhärtete Platten eingelagert, die man als Tergite beziehungsweise Sternite bezeichnet; nur die rückseitigen Platten tragen bewegliche Stacheln, die Scaliden. Zwischen den Segmenten ist die Cuticula dagegen sehr dünn und fungiert als Scharnier, ermöglicht also eine gewisse Flexibilität der Körperform. Sie ist andererseits nicht beliebig dehnbar, so dass sich die Tiere, um wachsen zu können, in regelmäßigen Abständen häuten müssen.
Die zellige Epidermis enthält zahlreiche Schleimdrüsen, die durch Öffnungen in der Cuticula nach außen münden und eine Schleimschicht absondern, die das Tier umgibt.
Unterhalb der Epidermis liegt die quergestreifte Längsmuskulatur; daneben existieren noch dorsoventrale Muskeln, die von der Rück- zur Bauchseite laufen, sowie ein um den Mundkegel verlaufender Ringmuskel. Zwei Gruppen von Introvert-Retraktor-Muskeln ermöglichen es dem Wurm, seinen Kopf einzuziehen. Eine Besonderheit der Muskulatur der Hakenrüssler liegt darin, dass im Gegensatz zu den meisten anderen Tiergruppen die einzelnen Muskelzellen Ausläufer zu den Nervenzellen entsenden und nicht umgekehrt.
Die Körperhöhle zwischen Muskelschicht und Verdauungstrakt wird vermutlich von einem sog. Haemocoel (Hydroskelett) gebildet, ist also nicht von einer eigenen Zellschicht umgeben. In ihr befindet sich eine farblose Körperflüssigkeit, die zahlreiche amöboide Zellen enthält. Das Haemocoel übernimmt Aufgaben als hydrostatisches Skelett sowie bei der Verteilung und Aufnahme von Nährstoffen und Sauerstoff.

### Verdauungs-, Ausscheidungs- und Fortpflanzungsorgane
Der Verdauungstrakt beginnt mit dem Mund, der sich am Vorderende des Körpers an der Spitze eines ausfahrbaren Kegels befindet, der von neun Mundstiletten umgeben ist. An die von Cuticula ausgekleidete Mundhöhle, die wahrscheinlich eine Filterfunktion hat, schließt sich ein muskulöser Schlund an, der zum Einsaugen der Nahrung dient. Er geht in den von zahlreichen Einstülpungen, den Mikrovilli, durchzogenen zylindrischen Darm über, in dem die Nährstoffe absorbiert werden. Er ist sowohl von Längs- als auch von Ringmuskeln umgeben und endet in einen wiederum mit Cuticula ausgekleideten Enddarm, der sich am elften Segment bauchseitig im After zur Außenwelt öffnet.
Zur Flüssigkeitsausscheidung und Regulation des Salzhaushalts dienen zwei paarig angelegte Protonephridien im zehnten Segment. Dabei handelt es sich um schlanke Röhren, die innen von je drei endständigen doppelt-begeißelten Zellen abgeschlossen werden, die in das Haemocoel hineinragen, und die sich im elften Segment durch eine Nephridiopore nach außen öffnen.
Die Keimdrüsen treten gepaart auf und sind durch einen Gonodukt genannten Kanal, der in einer zwischen zehntem und elftem Segment befindlichen Gonopore mündet, mit der Außenwelt verbunden. Weibchen verfügen meist darüber hinaus über einen Samenspeicher, in dem die männlichen Spermien aufbewahrt werden können, Männchen manchmal über spezielle, penile Stacheln, die wahrscheinlich die Kopulation erleichtern.

### Nervensystem und Sinnesorgane
Das Nervensystem besteht aus einem Nervenring um den vorderen Schlund, der aus zehn Ganglien besteht und als Gehirn angesehen werden kann. Von ihm laufen acht längsseitige Nervenstränge nach hinten. Am auffälligsten sind zwei paarig verlaufende bauchseitige Stränge, die pro Segment je ein Ganglion aufweisen und durch jeweils zwei querlaufende Nervenbänder pro Segment miteinander verbunden sind.
Die Sinnesorgane der Hakenrüssler bestehen aus zahlreichen Borsten, die in artabhängigen Mustern über den ganzen Rumpf verteilt sind und auf mechanische Reizung reagieren. Auch die Scaliden des Kopfes dienen der Wahrnehmung; in ihnen befinden sich jeweils bis zu zehn einfach begeißelte Sinneszellen. Lichtsinnesorgane, die Ocelli, liegen manchmal hinter dem Mundkegel und sind meist rötlich pigmentiert.

## Verbreitung und Lebensraum
Hakenrüssler sind Meerestiere und wurden bisher weltweit in allen Meeren bis zum 87. Breitengrad nördlicher Breite nachgewiesen. Sie leben als Teil der so genannten Sandlückenfauna in Schlick und Schlamm (interstitial), das heißt zwischen größeren Sandkörnern auf dem Meeresboden (benthisch), an Sandstränden und im Brackwasser von Flussmündungen, daneben auch auf Schwämmen (Porifera), Hydrozoen (Hydrozoa), Moostierchen (Bryozoa) sowie Algenmatten und zwar von der sublitoralen Zone, dem bei Niedrigwasser gerade noch bedeckten Gebiet, bis in die abyssale Zone in mehr als 5000 Meter Wassertiefe. In schlammigen Sedimenten bewohnen sie meist die oberen Millimeter, in sandigen die oberen Zentimeter des Meeresbodens. Bei manchen Arten lassen sich jahreszeitliche „Wanderungen“ um jeweils etwa 5 Millimeter aufwärts und abwärts nachweisen.
Die Individuenzahlen hängen vom Lebensraum ab: Während sich im Flachwasser etwa 45.000 Einzeltiere pro Quadratmeter finden, sind es in der Tiefsee nur etwa 1000 bis 10.000 Individuen.

## Ernährung und Fortbewegung
Hakenrüssler sind für die Nahrungsnetze im Meer von großer Bedeutung. Sie selbst ernähren sich von Detritus, organischem Abfall, sowie von Kieselalgen (Bacillariophyta), die durch den muskulösen Schlund eingesaugt und in den Darm überführt werden, dienen aber umgekehrt zahlreichen anderen Bewohnern des Meeresbodens wie verschiedenen Wurmarten als Nahrung. Für die parasitischen Apicomplexa fungieren sie wahrscheinlich als Wirt.
Als bodenbewohnende Lebewesen können sie nicht schwimmen, sondern bewegen sich ausschließlich kriechend vorwärts oder graben sich in das Sediment ein. Zu Letzterem pumpen sie Flüssigkeit aus dem Haemocoel in den Kopf, der dadurch anschwillt. Als Folge spreizen sich die Kopfhaken von diesem ab, bewegen sich nach hinten und ziehen dadurch das Tier nach vorne. In Endstellung ist der Kopf fest im Sediment verankert und die Introvert-Retraktormuskeln ziehen nun den Rumpf nach. Diese Fortbewegungsweise hat ihnen ihren wissenschaftlichen Namen eingebracht, der aus dem Griechischen stammt und sich von kinein, bewegen, und rhynchos, Rüssel, ableitet.

## Fortpflanzung und Entwicklung
Hakenrüssler sind getrenntgeschlechtliche Tiere, bei denen sich Männchen und Weibchen allerdings nur durch die bei den Weibchen manchmal etwas anders angeordneten Stachel und oft auch gar nicht unterscheiden lassen. Man vermutet, dass die Befruchtung der Eier intern stattfindet; eine Kopulation wurde bisher jedoch erst bei einer Art, Pycnophyes kielensis, beobachtet. Hier wenden beide Partner einander die Bauchseite zu, orientieren sich aber mit den Köpfen in entgegengesetzte Richtung. Das Männchen führt nun seine bauchseitig gelegenen penilen Stacheln in die Genitalöffnung des Weibchens ein und gewährleistet so den mechanischen Zusammenhalt der Partner. Die in Spermienpaketen, den Spermatophoren, vereinigten Spermien wandern nun vermutlich in den Samenspeicher des Weibchens und von dort zu den aus den Eierstöcken entlassenen Eiern, die somit intern befruchtet werden.
Die Eier entwickeln sich extern ohne Umweg über ein Larvenstadium, der genaue Verlauf dieser Ontogenese ist aber unbekannt. Die schlüpfenden Jungtiere verfügen meist schon über neun Segmente, die fehlenden zwei werden von einer am Hinterende der Tiere gelegenen Wachstumszone aufgebaut; auch die Zahl der Kopfstacheln nimmt im Verlauf der Entwicklung zu. Nach mindestens sechs Häutungen haben die Tiere die Erwachsenengröße erreicht; danach finden keine Häutungen mehr statt.

## Stammesgeschichte
Im Kreis Nanjiang der Provinz Sichuan in China wurden sehr gut erhaltene 535 Millionen Jahre alte Fossilien von Hakenrüsslern der Art Eokinorhynchus raru gefunden.
Der morphologische Vergleich mit anderen rezenten (gegenwärtig lebenden) Tiergruppen ergibt, dass ihre nächsten Verwandten sehr wahrscheinlich die Priapswürmer (Priapulida) und Korsetttierchen (Loricifera) sind, mit denen sie zum Taxon Schuppenträger (Scalidophora) zusammengefasst werden.
Welche der beiden anderen Gruppen innerhalb der Scalidophora das unmittelbare Schwestertaxon der Hakenrüssler darstellt, ist allerdings unklar, alle drei kombinatorisch möglichen Varianten sind bisher vertreten und wissenschaftlich begründet worden.
Für eine engere Verwandtschaft von Priapswürmern und Korsetttierchen spricht das Vorhandensein eines von der Cuticula gebildeten Korsetts, das bei den Ersteren im Larvenstadium, bei den Korsetttierchen auch bei den erwachsenen Tieren vorhanden ist. Die Anhänger dieser These fassen beide Gruppen im Taxon der Vinctiplicata zusammen; demnach wären die Hakenrüssler die Schwestergruppe dieses Taxons. Für eine enge Verwandtschaft von Priapswürmern und Hakenrüsslern wird dagegen die Tatsache angeführt, dass das Schlundgewebe nicht aus Epithelmuskelzellen besteht, sondern sich von embryonalem Mesoderm ableitet. Die dritte Alternative, ein Schwestertaxon-Verhältnis zwischen Hakenrüsslern und Korsetttierchen, wird durch den bei beiden Taxa existenten vorstreck-, aber nicht ausstülpbaren Mundkegel begründet.
Seit dem Jahr 2004 sind aus Hunan in Südchina Embryo-Fossilien der Art Markuelia hunanensis bekannt. Sie entstammen der erdgeschichtlichen Epoche des mittleren bis späten Kambriums vor etwa 500 Millionen Jahren und werden durch eine kladistische Analyse als Vertreter der Stammlinie der Scalidophora angesehen, lassen sich also keiner der modernen drei Gruppen zuordnen, aus denen dieses Taxon besteht. Durch die einmaligen Erhaltungsbedingungen in feinkörnigem Calciumphosphat ist die Embryonalentwicklung von Markelia hunanensis recht gut bekannt, wodurch sich die ungewöhnliche Situation ergibt, dass man über eine seit einer halben Milliarde Jahre ausgestorbene Art mehr weiß als über ihre modernen Verwandten.
Markuelia hunanensis war möglicherweise segmentiert – falls sich dieser Befund und zugleich die kladistische Analyse bestätigen sollte, wäre der Verlust der Segmentierung wohl ein gemeinsames abgeleitetes Merkmal (Synapomorphie) sowohl der Priapswürmer als auch der Korsetttierchen und würde damit deren Schwestergruppenverhältnis unterstreichen.
Die Scalidophora gehören ihrerseits zu einer größeren Verwandtschaftsgruppe, zu der man auch Faden- (Nematoda) und Saitenwürmer (Nematomorpha) zählt und die als Cycloneuralia bezeichnet werden.
Ähnlichkeiten mit den Gliederfüßern (Arthropoda) wurden lange Zeit als durch konvergente Evolution entstandene Charaktere angesehen, also nicht auf ein gemeinsames Vorgängermerkmal zurückgeführt. Sie werden aber zunehmend als Hinweis auf eine engere stammesgeschichtliche Verwandtschaft in dem Taxon der Häutungstiere (Ecdysozoa) gedeutet. Zu den Charakteren, die sich beide Gruppen teilen, zählen etwa die interne Segmentierung, das chitinhaltige, gehäutete Außenskelett, die von einem Hämocoelom gebildete Körperhöhle, das Vorhandensein quergestreifter Muskulatur, die Verankerung der Längsmuskulatur an der Cuticula durch eine Struktur aus Intermediärfilamenten und Hemidesmosomen und das um den Schlund herum gelegene Gehirn, von dem ein paariger bauchseitiger Nervenstrang ausgeht, der pro Segment je ein durch Nervenbänder verbundenes Ganglienpaar aufweist.

## Systematik
Bis heute sind etwas mehr als 140 Arten erwachsener Hakenrüssler und knapp 40 Larvenstadien wissenschaftlich beschrieben worden. Obwohl man davon ausgehen muss, dass es sich bei den „Arten“ der zweiten Gruppe oftmals einfach nur um die frühen Entwicklungsstadien von Arten der ersten Gruppe handelt, sind sie bisher durch die zoologische Nomenklatur als selbständig anerkannt; die tatsächliche Anzahl bisher entdeckter Arten wird jedoch auf nur etwa 150 geschätzt. Allerdings ist vermutlich der weitaus größte Teil der tiefseelebenden Hakenrüssler bisher noch vollkommen unbekannt.
Die benannten Arten werden in fünfzehn Gattungen und zwei Klassen eingeteilt:
- Die Cyclorhagida zeichnen sich durch vierzehn bis sechzehn Plaziden in der Halsregion aus und besitzen zahlreiche auf dem Rumpf angeordnete Stacheln sowie Haftröhrchen. Ihr Körperquerschnitt ist kreisförmig bis dreieckig.

- Die Homalorhagida werden bis zu einem Millimeter groß, verfügen nur über sechs bis acht Placiden in der Halsregion und weisen auch auf dem Rumpf kaum Stacheln auf. Sie haben ausnahmslos einen dreieckigen Körperquerschnitt und kommen in schlammigen Sedimenten unterhalb der Gezeitenzone vor.